# Сен-Марсел (Саона и Лоара)
Сен-Марсел (фр. Saint-Marcel) је општина у департману Саона и Лоара у источној Француској.

## Демографија
| 1962. | 1968. | 1975. | 1982. | 1990. | 1999. | 2006. | 2008. | 2013. |
| ----- | ----- | ----- | ----- | ----- | ----- | ----- | ----- | ----- |
| 3.198 | 3.516 | 4.253 | 3.973 | 4.118 | 4.705 | 5.603 | 5.816 | 5.962 |